# 加島ちかえ
加島 ちかえ（かしま ちかえ、1989年2月13日 - ）は、日本のタレント・女優である。兵庫県出身。サンミュージックプロダクション所属。夫はタレントの城咲仁。

## 出演作品

### TV
- TBS「中居正広の金曜日のスマたちへ」
- TBS「爆報! THE フライデー」
- テレビ朝日「お願い!ランキング」
- テレビ朝日「志村けん聞録」
- フジテレビ「ものまね紅白歌合戦」
- フジテレビ「志村けんのバカ殿様」（2019年1月9日）腰元[4]
- フジテレビ「志村けんのだいじょうぶだぁ」（2020年3月4日）
- NHK「有田Pおもてなす」（2020年9月12日）上戸彩のものまねで出演

### RADIO
- ニッポン放送「ものまねナイトニッポン」

### MAGAZINE・WEB
- 「美人時計」「ヘアサロンashモデル euphoriaモデル」
- 関西ファッション雑誌「姫style/Yukai＋/大阪スイーツグルメレポート」
- 「ロイヤルチーパー」「Sweeml（ブランドイメージキャラクター＆webモデル）」

### CM
- 基礎化粧品 自然堂

### STAGE
- 「関西ガールズコレクション」「阿倍野野外ファッションショー」）
- 「靴ブランド ボニータモデル」「スイカビューティイベント」
- 「ソフトバンク店舗イベント」
- 「志村魂13」明治座・新歌舞伎座
- 「天切り松闇がたり」博品館劇場
- 「歌のおねいさんハッピーステージショー」サンリオピューロランド

### PV
- TATSUYA 「今夜」
- 斉藤壮馬 「デート」恋人 役

### LIVE
- アニソンLIVE 米倉千尋と共演/元レベッカ（Guitar）30周年記念ライブ
- M-1グランプリ2023決勝体験ライブ

### MUSIC
- CHICAwithCRAYON'Sのヴォーカルとして活動中

GLAYサポートドラマーToshi Nagaiプロデュース
Vシネマ
・狂犬と呼ばれた男たち 外道ヤクザ(2017) 朝村喜太郎の妹朝村優那  主題歌 はかな道を作詞作曲

## タイアップ
- 狂犬と呼ばれた男たち シリーズ テーマ曲「はかな道」作詞・作曲・歌